# ووبو أوكلز
ووبو أوكلز (28 مارس 1946 - 18 مايو 2014) هو فيزيائي ورائد فضاء هولندي، أصبح أول هولندي يسافر للفضاء.